# Rezerwat przyrody Ha-Gilboa
Rezerwat przyrody Ha-Gilboa (hebr. שמורת הגלבוע, Szemurat ha-Gilboa) – rezerwat przyrody chroniący zespół roślinności położony w środkowej części wzgórz Gilboa, na północy Izraela.

## Położenie
Rezerwat przyrody jest położony w północno-zachodniej i środkowej części wzgórz Gilboa, która wznosi się nad Doliną Jezreel i doliną Charod na północy Izraela. Zajmuje on powierzchnię prawie 7320 hektarów górskich terenów, na których wznoszą się szczyty Har Barkan (497 metrów n.p.m.), Har Gefet (318 m n.p.m.) i Har Sza’ul (302 m n.p.m.). Cechą charakterystyczną jest wysoka skarpa wzgórz Gilboa, która w tym rejonie wznosi się około 500 metrów nad położoną w depresji doliną Charod. Rezerwat ma długość około 8 km i rozciąga się łukiem z południowego wschodu na północny zachód. U podnóża wzgórz są położone kibuce Chefci-Bah i Bet Alfa.

## Rezerwat przyrody
Na przełomie lat 50. i 60. XX wieku, Żydowski Fundusz Narodowy zasadził 20 tys. hektarów lasów na wzgórzach Gilboa. W wyniku tej wielki akcji udało się odtworzyć tutejszy drzewostan, w skład którego wchodzą głównie sosny, szarańczyny i eukaliptusy. Jednak obszar najwyższych wzniesień wzgórz Gilboa pokrywały trawiaste łąki, na której były położone stanowiska górskiego Irysa Hajnej (hebr. אירוס הגלבוע, Iris ha-Gilboa). W celu ochrony środowiska naturalnego tego obszaru, w dniu 29 stycznia 1970 roku utworzono Rezerwat przyrody Ha-Gilboa. Początkowo zajmował on obszar o powierzchni 7280 hektarów. Pod koniec 2008 roku jego obszar powiększono o 39,9 ha kamieniołomów przy kibucu Bet Alfa (pozostałe 67,9 ha pozostawiono pod dalszą działalność górniczą). Istnieją plany dalszego poszerzenia rezerwatu o kolejne 2000 ha.
Zbocza gór porasta typowa roślinność śródziemnomorska z szarańczynami i sosnami, powyżej których rozciągają się tereny trawiaste z rozrzuconymi krzakami kruszyny. Znajduje się tutaj niezwykle rzadkie stanowisko górskiego Irysa Gilboa. W okresie wiosny wzgórza odwiedzają liczni turyści, aby podziwiać jego purpurowe kwiaty. W przeszłości irysy były często zbierane przez ludzi, a obecnie są prawnie chronione w Izraelu i ich zrywanie jest zabronione. Jako pierwsze w styczniu i lutym kwitną zawilce, a następnie rozkwitają irysy, górskie tulipany i libańskie szachownice. Na przełomie października i listopada kwitną cebulice, zimowity i narcyzy. Ze zwierząt w rezerwacie można spotkać dziki, borsuki, sarny, góralki, góropatwy azjatyckie, myszołowy, sokoły i jastrzębie.
W 2005 roku we wschodniej części wzgórz Gilboa utworzono Rezerwat przyrody Gilboa Mizrachi, który jest przedłużeniem Rezerwatu przyrody Ha-Gilboa.

## Turystyka
Do rezerwatu prowadzą dwa szlaki turystyczne. Jeden z kibucu Bet Alfa prowadzi stromą ścieżką do góry, natomiast drugi od parkingu przy drodze nr 667. Żydowski Fundusz Narodowy wystawił na szczycie wieżę obserwacyjną, która służy do szybkiego wykrywania pożarów lasów w masywie wzgórz Gilboa. U podnóża wieży znajduje się punkt widokowy z którego rozciąga się panorama na całą okolicę. Jest to ulubione miejsce uprawiania paralotniarstwa.